# Dumbrava (Timiș)
Dumbrava (Hongaars: Igazfalva) is een gemeente in het Roemeense district Timiş en ligt in de regio Banaat in het westen van Roemenië. De gemeente telt 2728 inwoners (2005).

## Geschiedenis
In 1893 werd Dumbrava officieel erkend. Door de overstromingen van 2005 werden er 2 gebouwen aangetast binnen de gemeente.

## Geografie
De oppervlakte van Dumbrava bedraagt 56,67 km², de bevolkingsdichtheid is 48 inwoners per km².
De gemeente bestaat uit de volgende dorpen: Bucovăț, Dumbrava, Răchita.

## Demografie
Van de 2850 inwoners in 2002 zijn 2279 Roemenen, 546 Hongaren, 7 Duitsers, 3 Roma's en 15 van andere etnische groepen.
In de hoofdkern Dumbrava vormen de Hongaren de meerderheid van de bevolking.
Onderstaande figuur toont het verloop van het inwoneraantal vanaf 1880.

### Hongaarse gemeenschap
De Hongaarse gemeenschap woont vooral in de hoofdkern, Igazfalva in het Hongaars. Het dorp was volledig ontvolkt toen in 1883 kolonisten uit Vésztő arriveerden. Later voegden zich ook groepen uit Köröstarcsa, Gyomaendrőd en Békés bij hen. De Hongaren begonnen vrijwel direct met het voor landbouw geschikt maken van de gronden rond het dorp. In 1998 werd de gemeente onafhankelijk. In 1901 werd de protestantse kerk in het dorp gebouwd naar een plan van architect Ignác Alpár. In 1905 vertrokken diverse personen richting de Verenigde Staten om te ontsnappen aan de armoedige levensomstandigheden. Op haar hoogtepunt in 1910 had het dorp 1989 inwoners, 20 Roemenen en 1925 Hongaren. Vanaf de jaren '60 is er sprake van een sterke assymilatie en ook een bevolkingsdaling. In 2011 had het dorp nog 972 inwoners, waarvan 466 Hongaren (50,1%).

## Politiek
De burgemeester van Dumbrava is Ioan Ihász (UDMR).

Onderstaande staafgrafiek toont de uitslagen van de gemeenteraadsverkiezingen van 6 juni 2004, naar stemmen per partij. 
Balinț · Banloc · Bara · Bârna · Beba Veche · Becicherecu Mic · Belinț · Bethausen · Biled · Birda · Bogda · Boldur · Brestovăț · Cărpiniș · Cenad · Cenei · Checea · Chevereșu Mare · Comloșu Mare · Coșteiu · Criciova · Curtea · Darova · Denta · Dudeștii Noi · Dudeștii Vechi · Dumbrava · Dumbrăvița · Fibiș · Fârdea · Foeni · Gavojdia · Ghilad · Ghiroda · Ghizela · Giarmata · Giera · Giroc · Giulvăz · Gottlob · Iecea Mare · Jamu Mare · Jebel · Lenauheim · Liebling · Lovrin · Margina · Mașloc · Mănăștiur · Moravița · Moșnița Nouă · Nădrag · Nițchidorf · Ohaba Lungă · Orțișoara · Parța · Pădureni · Peciu Nou · Periam · Pietroasa · Pișchia · Racovița · Remetea Mare · Sacoșu Turcesc · Saravale · Satchinez · Săcălaz · Secaș · Sânandrei · Sânmihaiu Român · Sânpetru Mare · Șag · Şandra · Știuca · Teremia Mare · Tomești · Tomnatic · Topolovățu Mare · Tormac · Traian Vuia · Uivar · Valcani · Variaș · Victor Vlad Delamarina · Voiteg